# راتنجات تبادل أيوني

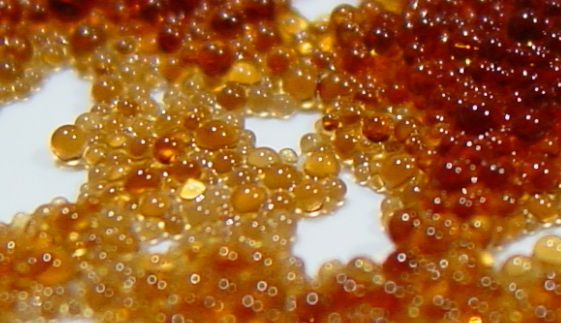

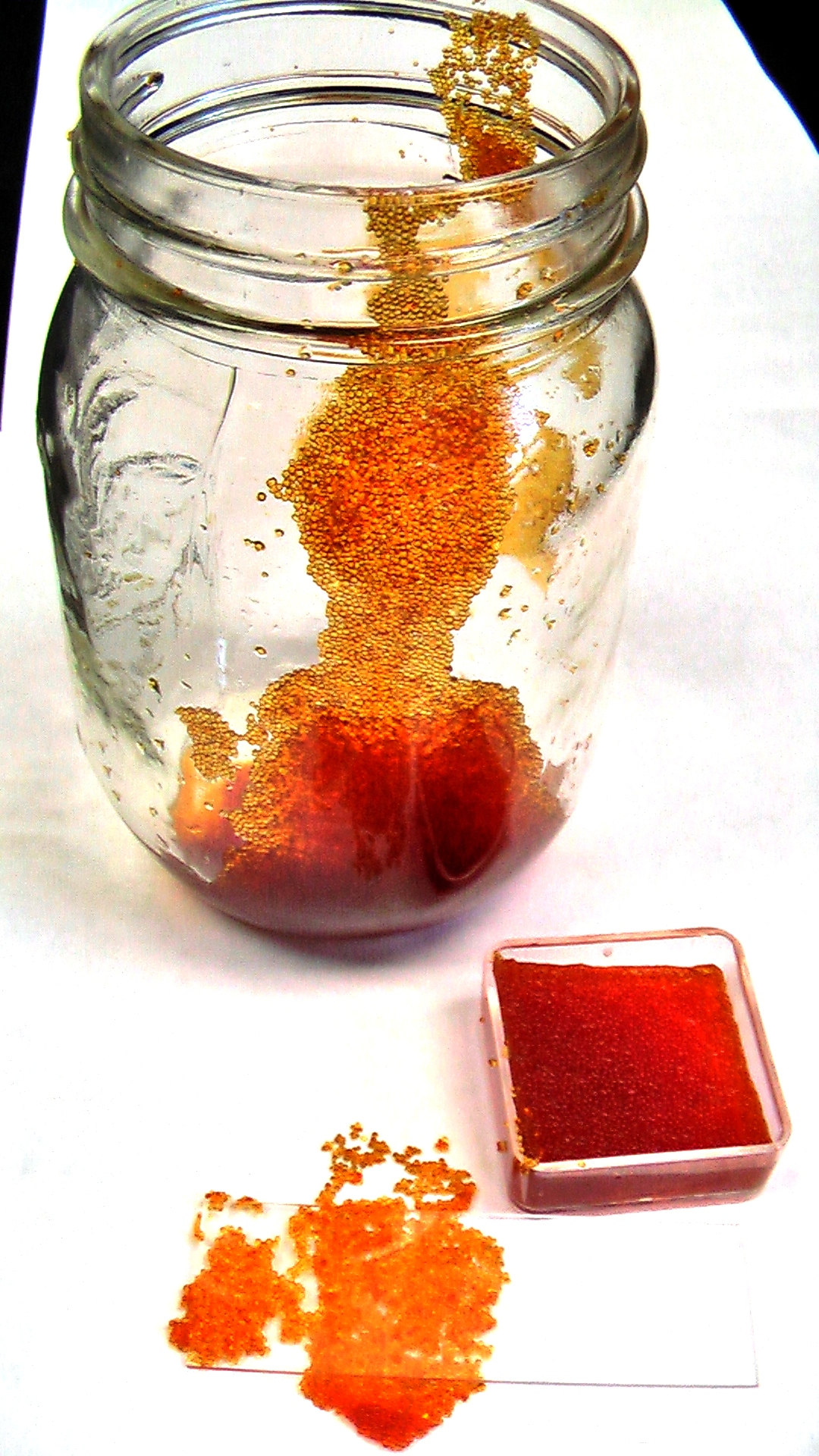

راتنج التبادل الأيوني أو مبلمرات التبادل الأيوني هي تراكيب غير ذائبة توجد عادة في شكل خرزات أو حبيبات صغيرة (بقطر 1-2 ملم)، وعادة ما تكون بيضاء أو صفراء، ومكونة من مبلمرات عضوية.
سطوح هذه المركبات تحتوي على مسام قابلة على عرقلة الأيونات ثم إطلاقها. ولذلك تسمى هذه العملية بـ(التبادل الأيوني)
كما أن هنالك أنواعا مختلفة متعددة من راتنج التبادل الأيوني المصممة لانتقاء نوع واحد من الأيونات أو عدة أنواع مختلفة.
راتنجات التبادل الأيوني تستخدم على نطاق واسع ولاستخدامات متعددة مثل عمليات العزل والتنقية وعمليات التعقيم.
من الأمثلة الأكثر شيوعا هي تعقيم وتنقية المياه. ففي الحالات كثيرة تم إدخال راتنجات التبادل الأيوني في مثل هذه العمليات كبديل أكثر مرونة للاستخدام بدلا عن الزيوليت الطبيعية أو الاصطناعية.

## تركيبتها
تتكون معظم هذه الراتنجات من البوليسترين المتشابك. والتي تحتاج إلى إدخال المجموعات النشطة المطلوبة بعد البلمرة، أو يمكن استخدام مونومرات بديلة. على سبيل المثال، غالبا ما يتحقق التشابك عن طريق إضافة دافنيلبنزين (divinylbenzene) بنسبة 0,5-25 ٪ من إلى الستايرين في عملية البلمرة.
ولا تستخدم البوليمرات غير المتشابكة إلا نادرا لأنها أقل استقرارا.
التشابك يقلل قابلية الراتنج على القيام عملية التبادل الأيوني ويطيل الوقت اللازم لإنجاز عمليات التبادل الأيوني. حجم الجسيمات يؤثر أيضا على خواص الراتنج ؛ فكلما كانت الجزيئات أصغر فيسكون السطح الخارجي أكبر مساحة.

## أنواعها
هناك أربعة أنواع رئيسية مختلفة في مقسمة حسب مجموعتها الفعالة :
1. حوامض قوية : مثل مجموعة حمض السلفونيك، ومثالها البوليسترين سلفونات الصوديوم (Sodium polystyrene sulfonate) ومتعدد AMPS (polyAMPS).
2. القواعد القوية: مثل مجموعات الأمين الرباعية، ومثالها مجموعات كاتيون الأمونيوم الرباعي الموجب، مثل متعدد APTAC polyAPTAC.
3. حوامض ضعيفة : معظمها تحتوي على مجموعات حمض كربوكسيلي.
4. قواعد ضعيفة : وتشمل الأمينات الأولية والثانوية والثلاثية، مثل البولي إثيلين أمين (Polyethylene amine).

وهناك أيضا أنواع المتخصصة :
- الراتنجات المتمخلبة (Chelating resin) : مثل حمض ثنائي الخليك الأميني (Iminodiacetic acid)، وثايوريا (Thiourea)، وكثير غيرها.

## الاستخدامات

### إزالة عسرة المياه
تستخدم راتنجات التبادل الأيوني لمعالجة عسر الماء من خلال استبدال أيونات الكالسيوم والمغنيسيوم الموجودة في الماء العسر مع أيونات الصوديوم.
في البداية، فالراتنج غير المستخدم يحتوي على أيونات الصوديوم في أجزائه النشطة. فعند استخدام الراتنج مع محلول يحتوي على أيونات المغنيسيوم والكالسيوم (ولكن على مع تركيز منخفض من أيونات الصوديوم)، وفتقوم أيونات المغنيسيوم والكالسيوم بالانتقال إلى المواقع النشطة في الراتنج، ويجري استبدالها في المحلول مع أيونات الصوديوم. هذه العملية تصل إلى التوازن وسيكون تركيز أيونات المغنيسيوم والكالسيوم في محلول أقل بكثير مما بدأ به.
ويمكن إعادة شحن الراتنج بعد غسله بمحلول يحتوي على تركيز عال من أيونات الصوديوم (على سبيل المثال محلول يحتوي على كميات كبيرة من ملح الطعام (كلوريد الصوديوم)). حيث ستقوم أيونات الكالسيوم والمغنيسيوم بمغادرة الراتنج، وتحل محلها أيونات الصوديوم إلى حينما يتم الحوصل على توازن جديد.
تعتبر هذه الطريقة هي طريقة التشغيل المستخدمة في غسالات الصحون التي تتطلب استخدام ملح غسالة الصحون. حيث يستخدم الملح لإعادة شحن راتنج التبادل الأيوني الذي يستخدم لإزالة عسر الماء بحيث لا تترك رواسب (limescale) على أواني الطبخ والطعام والتي لا يمكن إزالتها بطرق الغسل الاعتيادية.

### تنقية المياه
في هذه العملية، تستخدم راتنجات التبادل الأيوني لإزالة أيونات المعادن السامة (النحاس مثلا) وأيونات والمعادن الثقيلة (مثل الرصاص والكادميوم) من المحلول، والاستعاضة عنها بأيونات أكثر أمانا، مثل الصوديوم والبوتاسيوم.
أما راتنجات التبادل الأيوني التي تستخدم لإزالة الكلور أو الملوثات العضوية من المياه فهي قليلة جدا، لكن العملية تتم عادة عن طريق استخدام مرشحات الفحم المنشط مخلوطة مع الراتنج.
هناك بعض راتنجات التبادل الأيوني التي تقوم بإزالة الأيونات العضوية، مثل راتنجات التبادل الأيوني المغناطيسي (MIEX).
اما الراتنجات المستعملة لتنقية المياه المنزلية فلا يتم عادة إعادة شحنها بل يتمالتخلص منها بعد استخدامها.

### إنتاج مياه عالية النقاوة
مطلوب المياه من أعلى نقاء للإلكترونيات، والتجارب العلمية، وإنتاج الموصلات الفائقة، والصناعة النووية، وغيرها. ويتم إنتاج هذه المياه باستخدام عمليات التبادل الأيوني أو مزيج من الأساليب وغشاء التبادل الأيوني. يتم استبدال الكاتيونات مع أيونات الهيدروجين الموجبة باستخدام التبادل الأيوني، ويتم استبدال الأنيونات مع أنيون الهيدروكسيل باستخدام التبادل الأيوني. أيونات الهيدروجين والهيدروكسيل تتحد إنتاج جزيئات الماء. وبالتالي، لا تزال الأيونات في المياه المنتجة. عادة ما يتم إجراء عملية تنقية في عدة خطوات مع «مختلطة أعمدة التبادل الأيوني السرير» في نهاية السلسلة التكنولوجية.

### التبادل الأيوني في فصل المعادن
عمليات التبادل الأيوني تستخدم لفصل وتنقية المعادن (أو الفلزات)، بما في ذلك فصل البلوتونيوم واليورانيوم والأكتينيدات الأخرى، بما فيها الثوريوم، واللانثانوم، والنيوديميوم، والإتيربيوم، والساماريوم، واللوتيشيوم، عن بعضها البعض وعن غيرها من اللانثانيدات.
هناك نوعان من سلسلة من المعادن الأرضية النادرة، هما اللانثينيدات والأكتينيدات. أعضاء كل عائلة متشابهة جدا في الخصائص الكيميائية والفيزيائية. وكانت عملية التبادل الأيوني ولسنوات عديدة هي الطريقة العملية الوحيدة لفصل المعادن الأرضية النادرة بكميات كبيرة. وقد تم تطوير هذا التطبيق في أربعينات القرن العشرين من قبل فرانك سبيدنغ (Frank Spedding). بعد ذلك، وقد حلت عملية استخلاص المحاليل (solvent extraction) محل راتنجات التبادل الأيوني باستثناء العمليات التي تستهدف إنتاج منتجات عالية النقاء.
ومن أهم العمليات هي عملية استخلاص اختزالي لليورانيوم والبلوتونيوم (PUREX) (عملية استخلاص البلوتونيوم-اليورانيوم) التي تستخدم لفصل البلوتونيوم واليورانيوم من منتجات الوقود المستنفد من المفاعلات النووية، ثم التخلص من الفضلات. بعدها، فسيتم توفير البلوتونيوم واليورانيوم ليكونان مواد لإنتاج الطاقة النووية، مثل وقود للمفاعلات وكأسلحة نووية.
وتستخدم عملية التبادل الأيوني أيضا في فصل مجموعات أخرى من عناصر كيميائية متشابهة جدا، مثل الزركونيوم والهافنيوم، وهي بالمناسبة أيضا مهمة جدا بالنسبة للصناعة النووية. الزركونيوم عمليا مادة شفافة للنيوترونات الحرة، وتستخدم في بناء مفاعلات نووية، ولكن الهافنيوم لديه قابلية امتصاص قوية جدا للنيوترونات، وتستخدم في قضبان التحكم في المفاعلات.

### التحفيز (Catalysis)
راتنجات التبادل الأيوني معروفة جدا في مجالات الكيمياء لتحفيز التفاعلات العضوية.

بوليستيرين سلفونات صوديوم

### تنقية العصائر
تستخدم راتنجات التبادل الأيوني في صناعة عصائر الفواكة مثل عصير البرتقال، حيث يتم استخدامها لإزالة النكهة المرة وحتى تحسين النكهة. وهذا يسمح لاستخدام الفواكة التي تفتقر للنكهة لإنتاج العصير.

### تصنيع السكر
وتستخدم راتنجات التبادل الأيوني في تصنيع السكر من مصادر مختلفة. يتم استخدامها للمساعدة في تحويل السكر من نوع إلى نوع آخر، ويزيل اللون وينقي شراب السكر.

### الصناعة الصيدلانية
وتستخدم راتنجات التبادل الأيوني في تصنيع المستحضرات الصيدلانية، فتستخدم في تحفيز التفاعلات الكيميائية وأيضا من أجل عزل وتنقية المكونات الصيدلانية الفعالة. حيث يتم استخدام ثلاثة راتنجات تبادل أيوني كمكونات فعالة، هي بوليستيرين سلفونات صوديوم (Sodium polystyrene sulfonate) وكوليستيبول والكوليسترامين.
بوليستيرين سلفونات صوديوم هي مادة حامضية قوية تستخدم لعلاج فرط بوتاسيوم الدم.
كوليستيبول هي قاعدة ضعيفة تستخدم لعلاج ارتفاع الكوليسترول.
الكوليسترامين هي قاعدة قوية، ويستخدم أيضا لعلاج ارتفاع الكوليسترول. ومن المعروف أن كوليستيبول والكوليسترامين هما من منحيات حامض الصفراء.
كما تستخدم راتنجات التبادل الأيوني كسواغات في المستحضرات الصيدلانية مثل الأقراص، والكبسولات، والمعلقات. في هذه الحالة يستخدم راتنج التبادل الأيوني في وظائف مختلفة، بما في ذلك إخفاء الطعم، وتمديد مفعول الدواء، وتحلل الأقراص، وتحسين الاستقرار الكيميائي من للمكونات النشطة في الدواء.